# Beetke van Rasquert

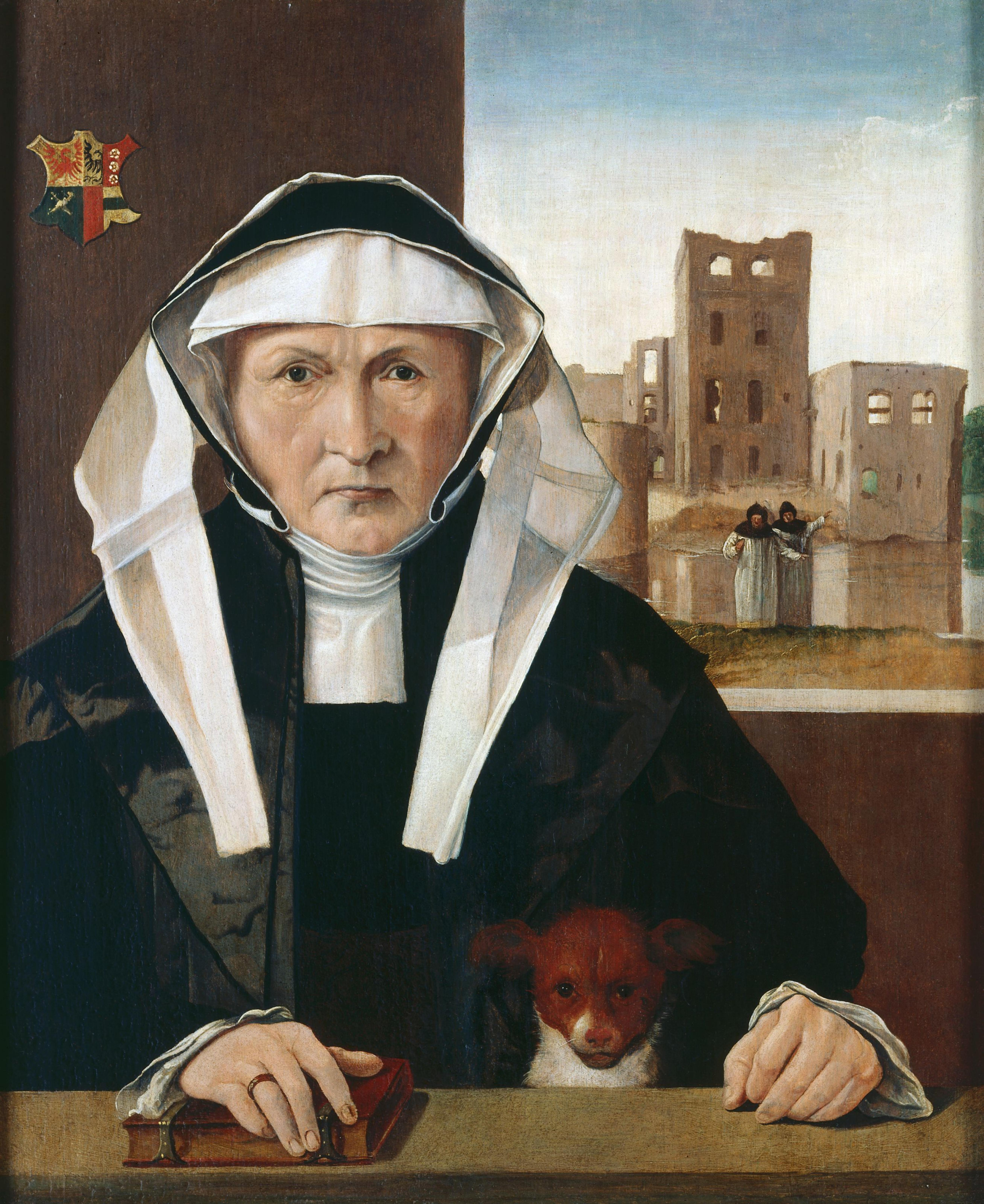
Beetke van Rasquert met op de achtergrond de verwoeste borg Ewsum. Ervoor staan twee premonstratenzer monniken. Linksboven het familiewapen met een rode en zwarte adelaar, drie rozen en een kruis dat bestaat uit een fabeldier en een zwaard. Het schilderij van Beetke is mogelijk gemaakt na de dood van haar man Wigbold van Ewsum in 1528 en toont een getormenteerde vrouw voor de ruïne van Ewsum. Het hondje op de voorgrond en de ring om de vinger van Beetske vormen een allegorie op haar huwelijkstrouw aan haar man.

Beetke Aylkema van Rasquert (? - 1554) was de echtgenote van Wigbolt van Ewsum. Na diens dood beheerde zij het bezit van haar echtgenoot en wist dit door een agressief aankoopbeleid belangrijk uit te breiden, waarmee zij de positie van het geslacht van Ewsum in het Vredewold belangrijk versterkte.

## Biografie
Beetke stamde uit het hoofdelingengeslacht van de Aylkema's die een borg bewoonden in Rasquert. De oudste vermelding van het geslacht dateert uit 1464. Haar vader, Asinga Aylkema, steunt de aanspraken van Albrecht van Saksen en diens zoons op Stad en Lande.
Beetke is enig kind. Haar geboortejaar is niet bekend, maar zal tussen 1480 en 1485 hebben gelegen. Zij huwt in 1502 met Wigbolt van Ewsum, die ook tot het kamp van de Saksen behoort. Door het verzet van de stad Groningen slagen de Saksische hertogen er echter niet in Groningen en de Ommelanden te onderwerpen. Als de stad na het Oost-Friese intermezzo in 1518 Karel van Gelre als landsheer aanneemt kiezen Wigbolt en Beetke eieren voor hun geld en onderwerpen zij zich aan de Gelderse hertog.
In 1524 sticht Wigbolt de borg Nienoord. Als erkentelijkheid voor zijn onderwerping verleent Karel van Gelre hem daarna het erfelijk grietmanschap over Vredewold. Nienoord wordt de basis voor de turfwinning rond Leek. Het op gang brengen van de vervening is een kostbare aangelegenheid die Wigbolt aan de rand van een bankroet brengt. Na zijn overlijden in 1528 neemt Beetke het heft in handen. In 1537 sterft haar vader hetgeen voor een flinke financiële impuls zorgt. Door een uitgekiend aankoopbeleid en met de nodige intimidatie weet zij de turfwinnerij tot een redelijk succes te maken.
Beetke en Wigbolt hadden drie zonen. De oudste, Johan, kreeg na het overlijden van Beetske in 1554 de borg Ewsum en havezate Mensinge in Roden, de tweede, Christofer, kreeg de ouderlijke borg van Beetke in Rasquert, en de jongste, Wigbolt, kreeg Nienoord. Hun dochter, Anna van Ewsum erfvrouwe van Peize, trouwde met Fokko tot Winsum uit het geslacht Ripperda.

## Trivia
- Na haar overlijden werd ter nagedachtenis van haar een klok gegoten met het volgende opschrift: frou beetke va rasweert nagelaten weduwe un frouwe tho eewessum en het jaartal 1555. Deze klok werd in 1715 door de toenmalige rentmeester van het voormalige klooster Dickninge gekocht in de Ommerschans. In 1789 is de klok door de broers Joachimus Lunsingh en Wyncko Tonckens naar Huis te Westervelde (de Tonckensborg)  gebracht, waar het sinds die tijd dienstdoet als bengelklokje.[1]